# Umělé textilní vlákno
Umělá vlákna (angl.: manmade fibres) jsou textilie získané (jakýmkoliv) výrobním postupem z polymerních nebo nepolymerních látek. Tím se liší od materiálů, které se vyskytují ve formě vlákna přirozeně.
V češtině (a v němčině ) se pro umělá vlákna často používá označení chemická vlákna, chemicky vyrobená vlákna nebo syntetická vlákna.

## Vlastnosti umělých vláken
Umělé vlákno sestává z molekulárních řetězců obsahujících uhlík, vodík, kyslík a dusík nebo alespoň část z těchto prvků.
Velká část jejich vlastností se nechá při výrobě ovlivnit a přizpůsobit požadavkům uživatele. Ze
základních typů se tak vyvinuly a stále znovu vyvíjí nové modifikace, které se často dělí do tří generací:
Ve druhé generaci se u základních druhů, první generace, odstraňují některé nevhodné vlastnosti za účelem širšího použití a vlákna třetí generace mají pak speciální vlastnosti vhodné zpravidla pro úzký sortiment textilních výrobků.

## Rozdělení vláken podle použité suroviny
| PŘÍRODNÍ POLYMERY | rostlinné | rostlinné | rostlinné      | rostlinné      | rostlinné         | rostlinné         | rostlinné    | rostlinné    | živočišné |
| Původ             | celulóza  | celulóza  | přírod. kaučuk | přírod. kaučuk | mořské řasy       | mořské řasy       | bílkovina    | bílkovina    | bílkovina |
| Příklad           | viskóza¹  | viskóza¹  | gumová vl.     | gumová vl.     | alginát. filament | alginát. filament | zeinové vl.² | zeinové vl.² | kasein    |

¹ K vláknům z regenerované celulózy patří viskózová (základní typ a modifikované druhy)
a měďnatá (ke kterým se přiřazují acetátová a triacetátová vlákna).
² Zeinové vlákno pochází z kukuřice, kaseinové z mléka
SYNTETICKÉ POLYMERY
| Původ   | polykondenzát | polykondenzát | polymerizace | polymerizace | polyadice     | polyadice     |
| Příklad | PES, PA       | PES, PA       | PVC, PP      | PVC, PP      | elast. vlákno | elast. vlákno |

NEPOLYMERNÍ
| Původ          | kov      | kov      | minerál  | minerál  | pyrolýza | pyrolýza |
| Příklad vlákna | borové ¹ | borové ¹ | skleněné | skleněné | uhlíkové | uhlíkové |

¹ Drahé vlákno s vysokou pevností. Přidává se do kompozitů, obzvlášť na výrobky zbrojního průmyslu.

### Označení „syntetická vlákna“
Všeobecně se tento výraz používá (v češtině i v jiných jazycích) jako souhrnné označení jen pro vlákna ze syntetických polymerů. V odborné literatuře se pod tento pojem ojediněle zařazují také vlákna z přírodních polymerů (keramická, viskózová vlákna atd.) a nepolymerních materiálů (např. kovová vlákna).

### Galerie umělých vláken

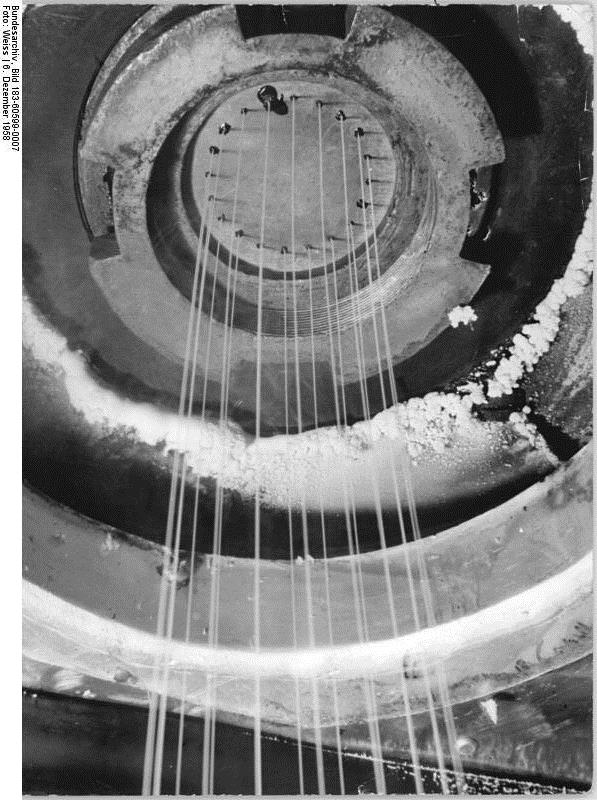
Zvlákňování polyamidu přes trysku (v roce 1958)
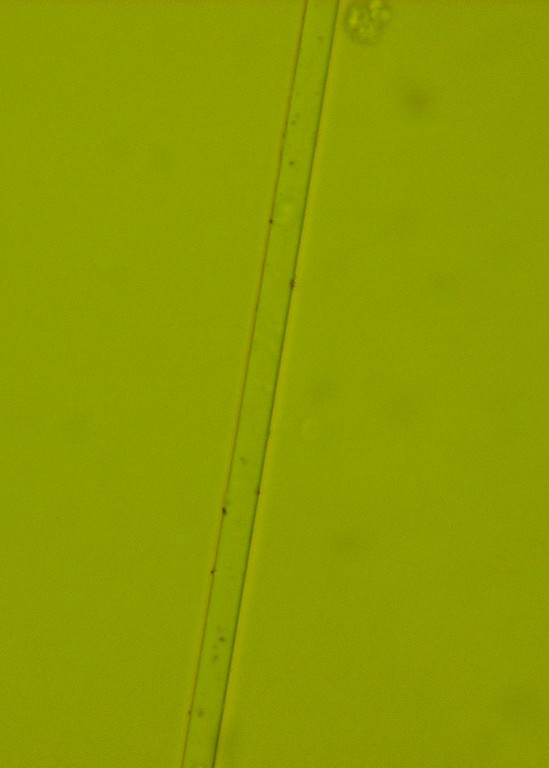
Skleněné vlákno (40x zvětšené)
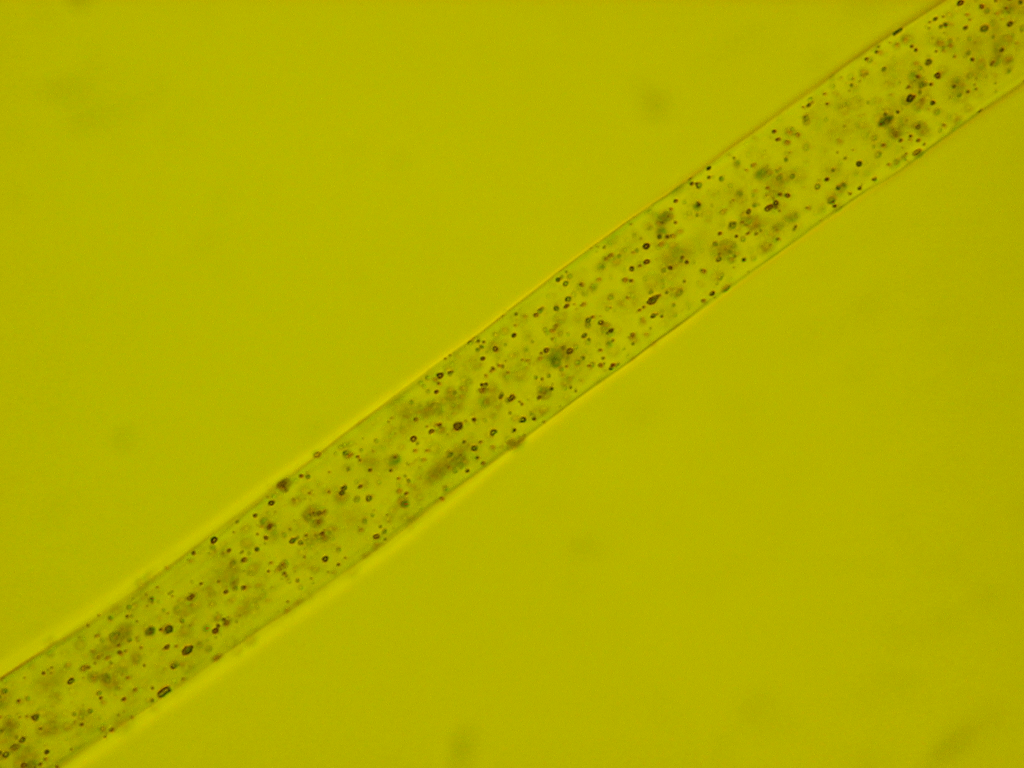
Polyakrylové vlákno (400x zvětšené)
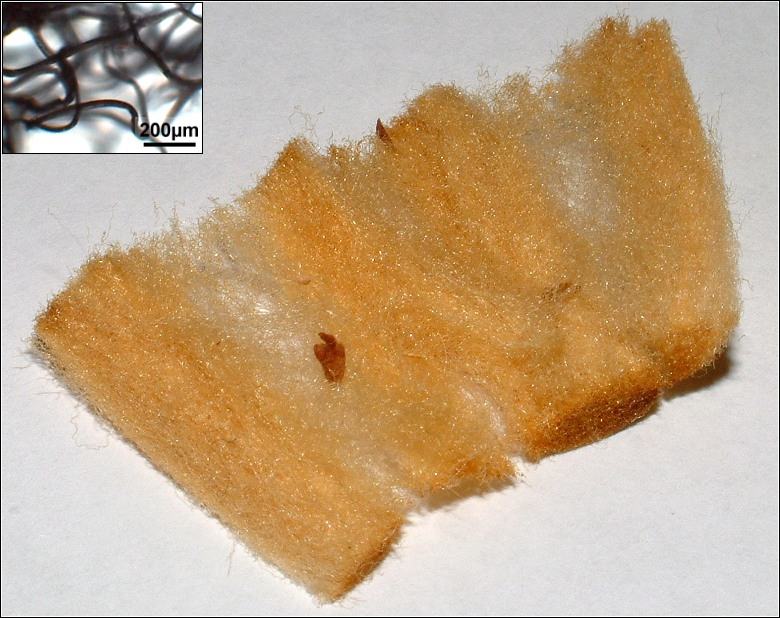
Acetátová vlákna v cigaretovém filtru
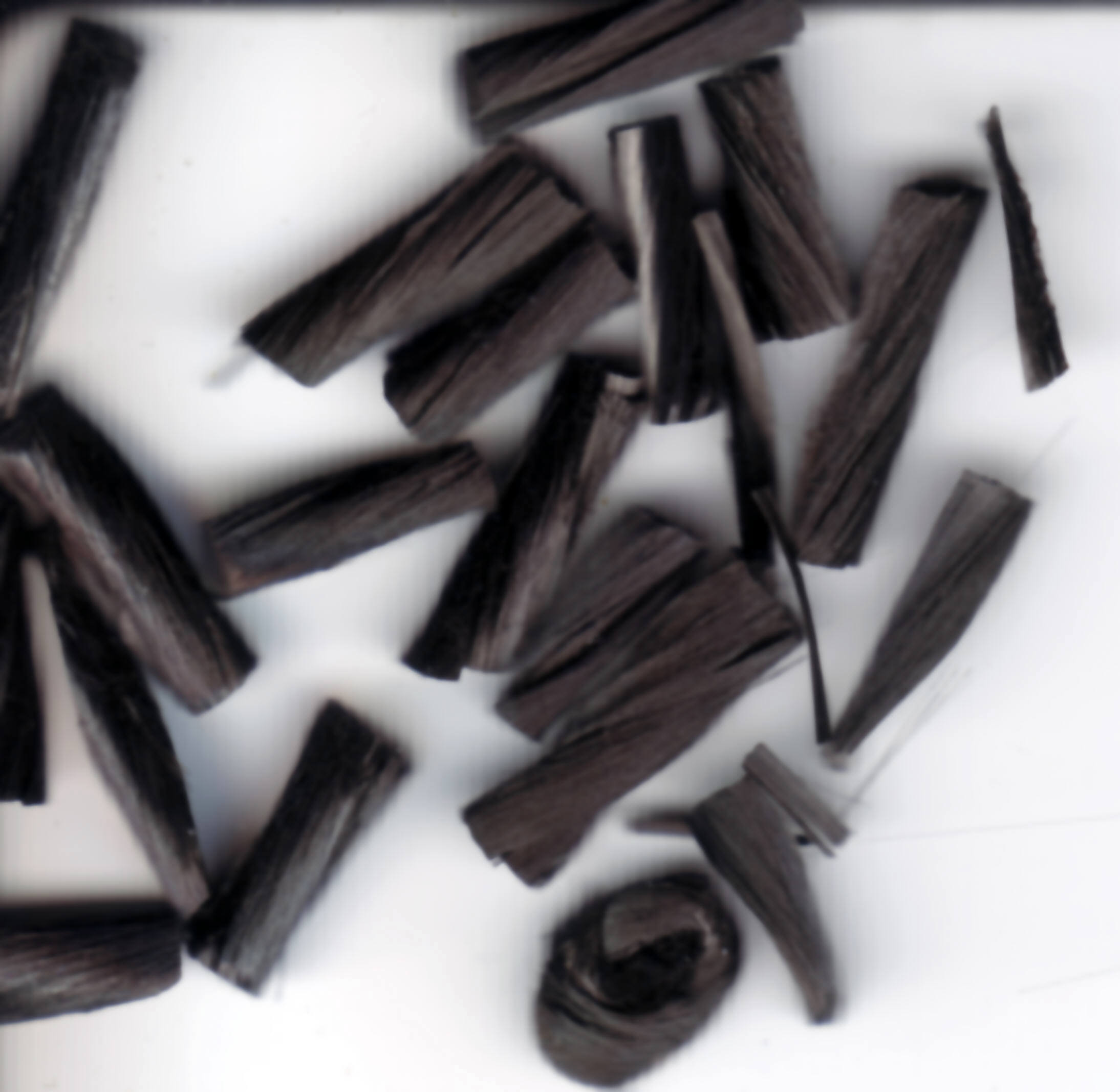
Uhlíková vlákna sekaná na délku 8 mm
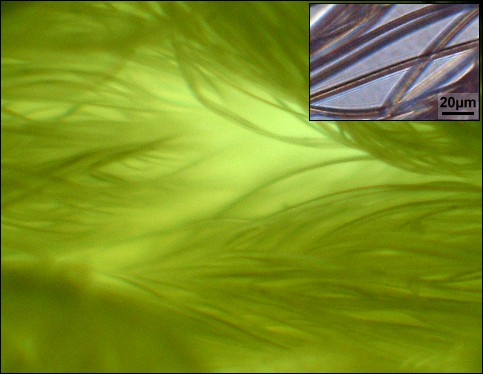
Textilie z mikrovláken (detail v pravém rohu cca 500x zvětšený)
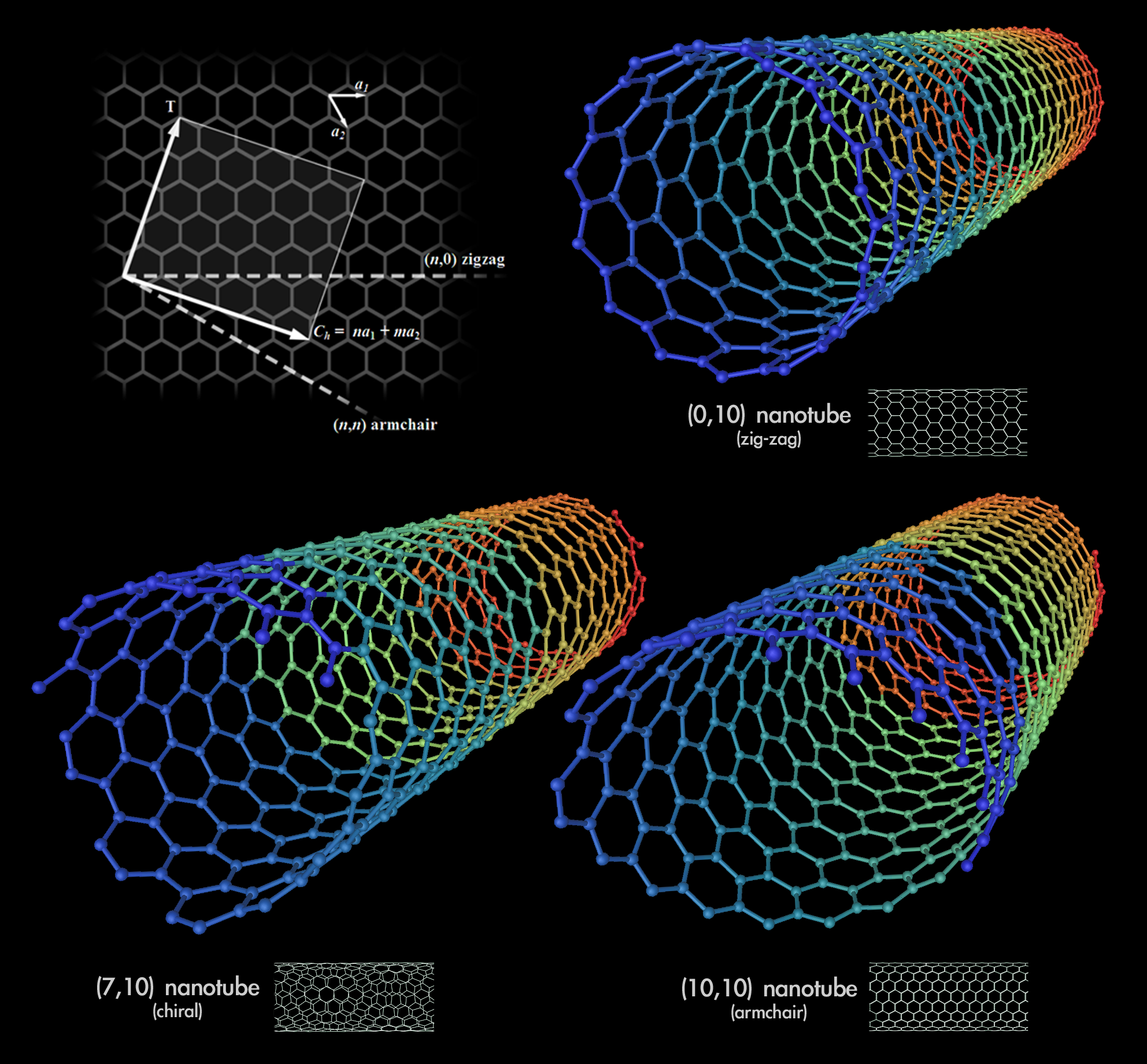
Uhlíkové nanotrubičky
Aktuátor z piezoelektrických keramických vláken

## Z historie umělých vláken
- 1891 vynález nitrátového hedvábí
- 1892 vynález viskózového hedvábí (výroba 1910)
- 1924 produkce acetátových vláken
- 1935 vynález polyamidu 6.6 (výroba 1939)
- 1936 výroba skleněného vlákna
- 1938 vynález polyamidu 6 (výroba 1942)
- 1942 vynález PES-vlákna (výroba 1953)
- 1950 výroba PAC-vlákna
- 1956 vynález PP-vlákna
- 1959 výroba aramidu
- 1972 gelové zvlákňování
- 1980 výroba mikrovláken
- 1986 výroba nanovláken
- 1986 výroba PE-vlákna (Dyneema) s pevností v tahu 4,0 GPa
- 2000 vlákno M5 s pevností v tahu 4,6 GPa a v tlaku 1,6 GPa[7]

## Výroba hlavních druhů umělých vláken
| Rok 2011        | polyester | viskóza | polyamid | polypropylen | polyakryl | ostatní vl. |
| v milionech tun | 37,2      | 4,4     | 3,9      | 2,9          | 2,0       | 0,6         |
| cena cca €/kg   | 1,25-1,40 | 0,87    | 1,25     | 1,75         | -         | -           |

V roce 2011 vyrobilo ve světě 1700 chemických provozů cca 51 milionů tun umělých vláken. Na produkci se podílela Čína 60%, Indie 6, USA 5% a ČR se Slovenskem 0,25%.
Celkové množství sestávalo z cca 60 % filamentů a 40 % staplových vláken (stříže).
Podíl mikrovláken a nanovláken na vyrobeném množství se ve statistikách neuvádí. Ve hořejší statistice chybí také nejméně 5 milionů tun, např. polyethylen, polyuretan, skleněná a keramická vlákna.
Podle údajů firmy Lenzing dosáhla v roce 2014 světová výroba chemických textilních vláken 62 milionů tun (z toho cca 3/4 polyesterová vlákna).
V roce 2019 se počítalo s výrobou 80 milionů tun (nejméně 50 milionů tun pocházelo z Číny) z celkového množství 107 milionů tun textilních vláken.
Podrobné statistické údaje se dají zakoupit např. za 650 CHF

## Použití
Z filamentů se v roce 2007 použilo 19,5 milionů tun na oděvní a bytové textilie, 2,5 miliony jako technické filamenty a 2,2 miliony tun na podlahové krytiny.
Z 80 % stříží z umělých vláken byly vyrobeny příze (především na tkaniny a pleteniny) a 20 % šlo (nespředených) do netkaných textilií.